# Vallée de Tavannes
La vallée de Tavannes est une vallée située dans le Jura bernois, en Suisse.

## Toponymie
La vallée tient son nom du château de Tavannes et de la famille éponyme qui l'occupait au Moyen Âge.

## Géographie
Orientée d’ouest en est, la vallée est longue de 13 km. Anciennement appelée l'Orval, la vallée est baignée par la Birse, qui prend sa source au pied du col de Pierre Pertuis, sur la commune de Tavannes. Elle bordée au nord par la montagne du Moron et au sud par la montagne de Montoz.

## Histoire
Les Celtes et les Romains y ont laissé des traces. Le « Chemin des Romains », situé au nord-ouest de Tavannes serait d’origine celtique, alors que la voie romaine qui conduisait de Petinesca (près de Bienne) à Basilea (aujourd'hui Bâle) et à Augusta Raurica (Augst), par les gorges du Taubenloch franchit le col de Pierre Pertuis pour parvenir à Tavannes.
Jusqu'au percement du tunnel Moutier-Granges, en 1915, les trains internationaux Paris-Berne empruntaient la ligne du Jura, qui dessert la vallée.

## Activités

### Économie
La vallée de Tavannes a une longue tradition industrielle (horlogerie, machines-outil, décolletage de précision).

### Transports
- Transjurane ou autoroute A16
- Ligne ferroviaire Moutier-Tavannes-Sonceboz